# Georg Ferdinand Grosch
Georg Ferdinand Grosch (* 26. August 1820 in Bruchsal; † 25. Oktober 1895 in Darmstadt) war ein Oberregierungs- und Geheimrat sowie Mitglied im Direktorium der Main-Neckar-Eisenbahn-Gesellschaft und der Großherzoglich Badischen Staatseisenbahn. Von den frühen Anfängen in den 1840er Jahren bis zum Ende des 19. Jahrhunderts war er beim Aufbau des neuen Verkehrsnetzes zwischen der Freien Stadt Frankfurt und den Großherzogtümern Hessen und Baden beteiligt. Grosch war der Vater der deutsch-schweizerischen Malerin Clara Wagner-Grosch.

## Berufliche Laufbahn
Georg Ferdinand Grosch wuchs in Bruchsal auf, wo er auch das Gymnasiums besuchte. Seinen Abschluss machte er 1839 am Großherzoglichen Lyzeum in Heidelberg. Anschließend nahm er das Studium der Kameralwissenschaft an der Universität Heidelberg auf, wo bereits sein Vater im Jahr 1817 die medizinische und chirurgische Doktorwürde erhalten hatte.

### Zollwesen
1843–1846 nahm er seinen Dienst in der Domänen- und Zollverwaltung in Bühl und Bruchsal sowie am Hauptzollamt bei Schusterinsel, einer Rheininsel im Grenzgebiet nahe der Stadt Basel, auf. 1846 wurde er dann zum Sekretariatsassistent zur Großherzoglichen Hofdomänenkammer in Karlsruhe berufen.

### Eisenbahn
Von der Zollverwaltung wechselte Grosch in die Verwaltung des neu etablierten Eisenbahnverkehrs. Von 1847 bis 1851 war er Sekretär bei der Direktion der Main-Neckar-Eisenbahn-Gesellschaft in Darmstadt, einer der ersten deutschen Staatsbahnen, die von der Freien Stadt Frankfurt sowie den Großherzogtümern Hessen und Baden finanziert und verwaltet wurde. 1851 wurde er provisorischer Vorstand des Großherzoglichen Eisenbahnamtes in Mannheim und 1854 Assessor bei der Direktion der Großherzoglich Badischen Verkehrsanstalt, der späteren Generaldirektion der Großherzoglich Badischen Staatseisenbahn in Karlsruhe. 1875 wurde er dann auch zum Direktionsmitglied des Großherzogtums Baden in der Main-Neckar-Eisenbahn-Gesellschaft in Darmstadt ernannt. Grosch wirkte maßgebend an den Beratungen der Deutschen Eisenbahnen über die Ausbildung des Tarifwesens mit und war für mehrere Jahre im Ausschuss des Vereins Deutscher Eisenbahnverwaltungen für den Personalverkehr aktiv.

### Postwesen
Schon während seiner Zeit als Direktor der Großherzoglich Badischen Staatseisenbahn war Grosch weiterhin im Zoll- und Postwesen tätig. 1856 erfolgte seine Ernennung zum Postrat und 1866 zum Oberpostrat. Mit dem Übergang der Post an das neu gegründete Deutsche Kaiserreich 1872 fiel ihm somit das Amt des Oberregierungsrats zu. 1884 wurde er zum Geheimrat ernannt.

## Familie
Georg Ferdinand Grosch wurde als Sohn des Chirurgen und praktischen Arztes Dr. Johannes Daniel Grosch (geb. 1780 in Bruchsal) und dessen Frau Anna Maria, geb. Frank in Bruchsal geboren, wo er zusammen mit zwei älteren und einem jüngeren Bruder aufwuchs.
1856 heiratete er Cora Erdmann (1833–1902), die Tochter des Leipziger Universitätsrektors, Chemikers und Vorsitzenden der Leipzig-Dresdner Eisenbahn-Gesellschaft Otto Linné Erdmann (1804–1869). Das Paar hatte drei Kinder, von denen das mittlere bereits im Kleinkindalter verstarb:
- Daniel Otto Lambert Grosch (1857–1929), Jurist und Regierungsassessor in Karlsruhe, verheiratet mit Maria Augusta Emilia, geb. Winter. (Wohnhaft in der Villa Winter, Bismarkstraße 17 in Karlsruhe, einem Stadtpalais des Karlsruher Architekten Gustav Ziegler).
- Carl Leopold Bernhard Otto Grosch (1858–1859).
- Clara Grosch (1863–1932), Malerin in Darmstadt und später in Locarno war verheiratet mit dem Schweizer Maler Jakob Wagner (1861–1915).

Die Familie Grosch lebte in Karlsruhe und siedelte nach der Ernennung von Georg Ferdinand Grosch zum Direktor der Main-Neckar-Eisenbahn-Gesellschaft 1875 nach Darmstadt über. Georg Ferdinand Grosch sah sich innerhalb seiner Familie vielfach mit der Kunst verbunden: Der Bruder seiner Frau Cora war der bekannte Genremaler Otto Erdmann in Düsseldorf. Zudem förderte er schon früh die künstlerische Ausbildung seiner Tochter Clara, die sich später mit ihrem zukünftigen Ehemann, dem Schweizer Maler Jakob Wagner in Locarno ein Künstleratelier einrichtete.

## Auszeichnungen
Grosch war Träger zahlreichen Orden:
- Kommandeurkreuz II. Klasse des Badischen Orden vom Zähringer Löwen
- Preußischer Kronenorden II. Klasse
- Kommandeurkreuz des Ordens der Rumänischen Krone
- Ritterkreuz I. Klasse des Ordens der Württembergischen Krone
- Ritterkreuz des Hessischen Verdienstordens Philipp des Großmütigen
- Ritterkreuz des Ordens der Französischen Ehrenlegion